# Questione marchigiana
Col termine questione marchigiana si suole indicare un fenomeno sorto tra il XIX ed il XX secolo caratterizzato dalla denuncia in ambito politico, a livello locale e nazionale, e dalle conseguenti rivendicazioni fatte presenti nell'ambito del dibattito parlamentare al Regno d'Italia da parte di alcune regioni del centro Italia.
Come intuibile, il termine ricalca e fa eco alla ben più clamorosa e discussa questione meridionale; la ricalcava in quanto se ne ispirava sulle tematiche portate alla ribalta, e le faceva eco in quanto colmava un vuoto che palesava l'argomento di fronte all'intero governo regio nazionale.
È detta marchigiana giacché prese le mosse dalla medesima regione per opera di un drappello di parlamentari e senatori (Battelli, Cantalamessa, Ciappi, Del Balzo, Falconi, Galletti, Monti Guarnieri, Pantaleoni, Sili, Valeri) che videro animatore e capofila principale il noto malariologo cagliese Angelo Celli. Essi interpellarono sia i vari governi Giolitti che l'intermedio - in quanto compreso tra due di essi - e di breve durata governo Sonnino facendo presente il gravoso contesto socioeconomico e politico che di fatto poneva le Marche in una drammatica situazione, comparabile o prossima da quella vissuta dalle regioni meridionali. 
Giolitti da par suo, e col suo consueto carattere bifronte, sminuì le argomentazioni del gruppo e giunse addirittura ad ironizzare sull'opportunità di presentare l'argomento in toni tanto drammatici ed - a suo dire - esagerati. Anche altri parlamentari (Napoleone Colajanni in primis) avallarono la linea giolittiana contestando vivacemente e ritenendo esasperate le dichiarazioni.
Nel tempo, le altre regioni limitrofe che versavano nella medesima situazione di arretratezza e pauperismo strutturali, si unirono alla causa. Le riforme invocate sarebbero state il tema centrale di una grande manifestazione tenutasi a Foligno alla fine dell'aprile 1906.